# Trung tâm Tài chính Quốc tế Quảng Châu
Trung tâm Tài chính Quốc tế Quảng Châu (giản thể: 广州国际金融中心; phồn thể: 廣州國際金融中心; bính âm: Guǎngzhōu Guójì Jīnróng Zhōngxīn; Việt bính: gwong2 zau1 gwok3 zai3 gam1 jung4 zung1 sam1) hay Tháp Tây Quảng Châu (giản thể: 广州西塔; phồn thể: 廣州西塔; bính âm: Guǎngzhōu Xītǎ; Việt bính: gwong2 zau1 sai1 taap3) là một tòa nhà chọc trời 103 tầng cao 438,5 m (1.439 ft) ở Quảng Châu, Quảng Đông, Trung Quốc và là một phần của tháp đôi Quảng Châu.
Việc thi công tòa nhà, dựa trên thiết kế của Wilkinson Eyre, bắt đầu từ tháng 12 năm 2005 và kết thúc vào năm 2010. Tòa nhà đóng vai trò là một trung tâm hội nghị, khách sạn và văn phòng. Tầng 1 đến tầng 66 là các văn phòng, tầng 67 và tầng 68 chứa các thiết bị cơ khí, tầng 69 đến tầng 98 thuộc một khách sạn Bốn Mùa, còn tầng 99 và tầng 100 được dùng làm đài quan sát.
Tòa nhà trước đây được biết đến với tên gọi Tháp Tây Quảng Châu với một dự án liên quan là Tháp Đông Quảng Châu cao 475,4 m (1.560 ft). Tuy nhiên, dự án này đã được trao cho một thiết kế khác, trung tâm Châu Đại Phúc cao 530,4 m (1.740 ft) của Kohn Pedersen Fox, người chiến thắng giải Lubetkin của Viện Kiến trúc Hoàng gia Anh năm 2012.